# 클로디아 골딘
클로디아 데일 골딘(Claudia Dale Goldin, 1946년 5월 14일~)은 미국의 경제사학자이자 노동경제학자로, 현재 하버드 대학교 헨리 리 경제학과 교수로 재직 중이다. 2023년에 "여성 노동 시장 결과에 대한 이해를 발전시킨 공로"로 노벨 경제학상을 수상하였다.
NBER의 젠더 경제 연구 그룹의 공동 책임자이며 1989년부터 2017년까지 NBER의 미국 경제 발전 프로그램 책임자였다. 그의 연구는 여성 노동력, 소득의 성별 격차, 소득 불평등, 기술 변화, 교육, 이민 등 광범위한 주제를 다루고 있다. 연구 대부분은 과거의 렌즈를 통해 현재를 해석하고 오늘날 우려되는 문제의 근원을 탐구한다. 최근 저서로는 2021년 10월 5일 출판한 《커리어 그리고 가정: 평등을 향한 여성들의 기나긴 여정》(Career & Family: Women's Century-Long Journey to Equity, 프린스턴 대학교 출판부)이 있다. 여성의 노동과 노동 시장 결과를 조사하는 골딘의 연구는 경제 발전에서 여성의 역할을 포함하여 그것이 경제학 및 경제사 분야에 미친 영향을 입증하였다.
2013-14학년도 미국경제학회 회장을 역임하였고 1990년에는 하버드 대학교 경제학과 최초의 테뉴어 여성이 됐다.

## 어린 시절과 교육
1946년 뉴욕의 유대인 가정에서 태어나 브롱크스의 파크체스터 주택 단지에서 자랐다. 어렸을 때는 고고학자가 되겠다고 결심했지만 중학교 때 폴 드 크루이프의 미생물 사냥꾼(The Microbe Hunters, 1927년)을 읽은 후 세균학에 매료됐다. 고등학교 3학년 때 코넬 대학교에서 미생물학 여름학교 과정을 수료하고, 브롱크스 과학고등학교를 졸업한 후 미생물학을 공부하기 위해 코넬 대학교에 입학하였다.
2학년 때 알프레드 칸의 수업을 들었는데, 그에게 칸은 “경제학을 이용해 진실을 밝혀내는 데 큰 기쁨을 느꼈고 폴 드 크루이프의 이야기가 미생물학에 기여했던 것처럼 경제학에서 그 역할을 하였다”라고 말했다. 골딘은 칸이 관심을 가졌던 주제인 규제와 산업 조직에 관심을 가지고 통신 위성 규제에 관한 수석 논문을 썼다. 코넬 대학교에서 경제학 학사 학위를 받은 골딘은 산업 조직을 연구하기 위해 시카고 대학교 경제학 박사 과정에 입문하였다. 처음에는 경제학 박사 과정을 시작하였지만 게리 베커가 시카고에 부임한 뒤 노동경제학을 추가하였고, 이후 로버트 W. 포겔과 함께 경제사학에 관심을 가지게 됐다. 미국 전쟁 전 도시와 남부 산업의 노예 제도에 관한 박사 학위 논문을 썼고, 1972년에 박사 학위를 받았다. 대학원 졸업 후 위스콘신 대학교 매디슨, 프린스턴 대학교, 펜실베이니아 대학교에서 강의하였고, 1990년 하버드 대학교 경제학과에 합류하여 여성 최초로 해당 학과에서 종신 교수직을 제안받았다.

## 경력
대학원을 졸업한 후 골딘은 위스콘신 대학교 매디슨에서 강의하였다. 1972년에는 프린스턴 대학교로, 1979년에는 펜실베이니아 대학교로 옮겨 종신 정교수가 됐다. 1990년에는 하버드 대학교 경제학과에 부임하여 해당 학과에서 종신 교수로 임용된 최초의 여성이 됐다. 골딘은 1978년부터 NBER 소속으로 일하였다.
골딘은 2013/14년 미국경제학회 회장, 1999/2000년 경제사학회 회장을 역임하였다. 미국 정치사회과학 아카데미, 노동경제학회, 계량경제학회, 미국 예술과학 아카데미 등 여러 단체의 회원으로 선출된 바 있으며, 미국 국립과학원 53회와 54회 회원이다. 네브라스카 대학교, 룬드 대학교, 유럽 대학 연구소, 취리히 대학교, 다트머스 대학교, 로체스터 대학교 등 여러 곳에서 명예 박사 학위를 받았다. 1984년부터 1988년까지 경제사 저널의 편집자로 활동하였으며, 1990년부터 2017년까지 NBER 경제 발전의 장기 요인 논문 시리즈의 편집자로 활동하였다.
2015년에 알프레드 P. 슬론 재단의 지원을 받아 경제학 학부 전공자 중 여성 비율이 낮은 이유를 파악하기 위하여 UWE(Undergraduate Women in Economics; 경제학과 학부생 여성) 챌린지를 시작하였다. 그는 저비용 개입으로 여성 경제학 전공자의 수를 늘릴 수 있는지 알아보기 위하여 20개 기관을 치료 기관으로, 다른 기관을 대조군으로 삼아 무작위 대조 시험을 실시하였다.

## 연구
골딘은 여성과 경제에 관한 역사적 연구로 가장 잘 알려져 있다. 이 분야에서 가장 영향력 있는 논문은 직업과 가정에서 여성이 가지는 의무의 역사, 고등 교육에서의 남녀공학, 여성의 직업과 결혼 결정에 대한 "피임약"의 영향, 사회적 지표로서의 결혼 후 여성의 성씨, 오늘날 여성이 학부생의 다수를 차지하는 이유, 여성 취업의 새로운 생애주기에 관한 것이다.

### 미국 남부경제사 연구
골딘은 미국 남부 경제의 역사를 연구하면서 경력을 시작하였다. 첫 번째 저서인 미국 남부의 도시 노예 제도는 시카고 대학교에서 박사 학위를 받은 논문이었다. 그는 널리 인용되는 논문인 "미국 남북전쟁의 경제적 비용(The Economic Cost of the American Civil War, 1978년)을 고 프랭크 루이스와 공동 저작하였다. 이후 케네스 소콜로프와 함께 미국의 초기 산업화와 여성 노동자, 아동 노동, 이민자 및 노동자 계급 가정의 역할에 대하여 연구하였다. 그 시점에서 그는 경제사에서 여성 노동자가 크게 간과되어 왔다는 사실을 깨닫고 여성 노동력의 진화 과정과 경제 성장에서의 역할을 연구하기 시작하였다. 이러한 연구 노력의 주요 논문으로는 "성별에 따른 모니터링 비용과 직업 분리 "(1987년), "기혼 여성의 생애주기별 노동력 참여"(1989년), "여성 고용 증가에서 제2차 세계 대전의 역할"(1991년) 등이 있다. 그의 저서 《성별 격차의 이해: 미국 여성의 경제사》(Understanding the Gender Gap: An Economic History of American Women, 1990년)에서는 18세기부터 20세기 후반까지 미국에서 여성 고용의 증가와 경제 성장에서 여성 고용의 역할, 그리고 소득과 고용에서 성별 격차가 존재해왔고 오늘날까지 존재하는 이유에 대하여 설명한다.

### 미국 교육의 역사
여성 노동력의 경제사에 관한 책을 쓴 후 골딘은 미국 교육의 역사를 연구하기 시작하였다. 그는 고등학교 운동과 미국 고등 교육의 형성에 관한 일련의 기사로 시작하여 그의 경제사 학회 회장 연설인 "인적 자본의 세기와 미국 리더십: 과거의 미덕"(2001년)에서 연구의 정점을 이루었다. 그 후 로렌스 카츠와 함께 미국의 경제적 불평등의 역사와 교육 발전과의 관계를 이해하기 위하여 연구를 지속하였다. 두 사람의 연구는 이 주제에 관한 많은 논문을 발표하였으며, 2008년에는 《교육과 기술의 경쟁》(The Race between Education and Technology)을 출간하였다. 또한 두 사람은 2016년 논문 "노동 시장에서 고등 교육 자격증의 가치: 실험적 연구"를 통하여 노동 시장에서 대학 교육의 가치를 결정하는 데에도 협력하였다.
골딘은 현재 관심사가 되고 있는 다양한 주제에 대한 연구를 지속하였으며, 그 중 많은 부분이 공동 편집한 책에 수록됐다. 여기에는 이민 제한의 기원, 미국 실업 보험의 창설, 부패를 줄이기 위한 언론의 역할 등이 포함된다.

### 젠더(Gender)연구
그 기간 동안 그는 몸의 성인 섹스(Sex)가 아닌, 사회의 성 관념, 성 역할을 뜻하는 젠더(Gender)에 관한 중요한 논문도 여러 편 집필하였다. "공정성 조율: 여성 음악가에 대한 '블라인드' 오디션의 영향"(루스 공저, 2000년)은 그녀가 가장 많이 인용한 논문 중 하나이다. "피임약의 힘: 경구 피임약과 여성의 경력 및 결혼 결정"(카츠 공저, 2002년) 및 "경제 발전과 경제사에서 U자형 여성 노동력 기능"(1995)은 그의 선구적인 논문 중 하나이다. 그 후 그는 여성 대학생의 직업과 가족 추구, 그리고 지속적인 성별 소득 격차의 원인에 초점을 맞추기 시작하였다. 그의 미국 경제학회 회장 연설 "대성별 수렴: 그 마지막장"은 노동 시장에서 남성과 여성이 평등해지기 위하여 마지막 장에 반드시 포함해야 할 내용을 제시하였다. 저서 《커리어 그리고 가정: 평등을 향한 여성들의 기나긴 여정》(Career & Family: Women's Century-Long Journey to Equity)은 전체적인 역사가 담겨 있으며, 범유행이 여성의 경력과 부부 형편성에 미치는 영향으로 마무리된다.

### 임금 불평등을 비평하는 연구
경향신문은 클로디아 골딘이 한 남녀노동자들의 임금불평등을 연구함을 다음과 같이 보도하였다.
그는 특히 20세기 들어 여성의 교육 수준이 지속적으로 높아지고, 취업하는 여성이 늘어나는데도 남성과 여성 사이 소득격차가 좁혀지지 않는 현실에 주목했다. 임금격차가 첫아이 출생과 함께 시작된다는 것도 주시했다.

그는 뿌리 깊은 성별 임금격차의 원인을 ‘탐욕스러운 일자리(Greedy job)’에서 찾았다. 탐욕스러운 일자리는 높은 노동 강도와 불규칙한 근무 시간을 요구하는 직업으로 높은 보수가 따라온다. 반면 이보다 덜 경쟁적인 ‘유연한 일자리’는 낮은 보수가 뒤따르는데 전통적으로 결혼과 육아에 더 많이 공헌해온 여성의 경우 이 같은 탐욕스러운 일자리에 전념하기 어렵고, 유연한 일자리를 선택함으로써 성별 보수격차라는 결과가 만들어진다는 것이다. 그는 이런 탐욕스러운 일자리 문제 해결을 위해 탐욕스러운 일자리와 유연한 일자리의 간극을 줄여야 한다고 주장해왔다. 탐욕스러운 일자리의 보수 수준을 낮추는 대신, 정보기술(IT) 등을 활용해 유연한 일자리의 생산성을 끌어올림으로써 이 문제를 해결하는 데 도움을 줄 수 있다고 봤다. 또 다른 방식으로 그는 가족이 육아에 들이는 비용을 국가가 크게 지원함으로써 여성의 경제활동 참여율을 높이는 방식도 제안했다.

## 사생활
골딘은 하버드 동료 경제학자 로렌스 F. 카츠와 결혼하였다. 1970년부터 켈소를 시작으로 골든 리트리버를 키우고 있다. 현재 키우고 있는 반려견 피카는 냄새 맡기 대회에서 수상한 경력이 있고, 복종 훈련을 받았으며, 지역 양로원에서 치료견으로 활약하고 있다. 골딘과 카츠는 열렬한 조류 관찰자이자 등산가이다.

## 수상
- 2005년: 미국 경제 협회 캐롤린 쇼 벨 상 수상[12]
- 2008년: RR 호킨스 상 미국 출판 협회 전문 및 학술 출판 부문 수상[13]
- 2009년: 노동경제학회 민서상 수상[14]
- 2009년: 경제학 명예 협회 오미크론 델타 엡실론 존 R. 커몬스 상 수상[15]
- 2016년: "교육 및 노동 시장에서 여성의 경제사에 대한 오랜 경력"으로 IZA 노동경제학상 수상[16]
- 2019년: 성별 격차 분석에 기여한 공로로 BBVA 재단 지식 부문 프론티어 상 경제, 금융, 경영 부문 수상[17]
- 클래리베이트 경제학 부문 수상
- 2020년: 어윈 플레인 네머스 경제학상 수상[18]
- 2021년: 진보협회 메달 수상[19]
- 2022년: 경제 교육 위원회 비전상 수상[20]
- 2023년: 노벨 경제학상[21]

## 대표 논문
- 골딘, 클로디아 데일. 성별 격차 이해: 미국 여성의 경제사. 뉴욕: 옥스포드 대학 출판부, 1990, ISBN 978-0-19-505077-6.
- 골딘, 클로디아 데일 등. 19세기 미국 경제사의 전략적 요소: Robert W. Fogel을 기리는 책. 시카고: 시카고 대학 출판부, 1992, ISBN 978-0-226-30112-9.
- 골딘, 클로디아 데일, 게리 D. 리베캡. 규제경제: 정치경제학에 대한 역사적 접근. 시카고: 시카고 대학 출판부, 1994, ISBN 978-0-226-30110-5.
- 보르도, 마이클 D., 클로디아 데일 골딘, 유진 넬슨 화이트. 결정적인 순간: 대공황과 20세기 미국 경제 . 시카고: 시카고 대학 출판부, 1998, ISBN 978-0-226-06589-2.
- 글레이저, 에드워드 L., 클로디아 데일 골딘. 부패와 개혁: 미국 역사로부터의 교훈. 시카고: 시카고 대학 출판부, 2006, ISBN 978-0-226-29957-0.
- 골딘, 클로디아 데일, 로렌스 F. 카츠 . 교육과 기술 간의 경쟁. 매사추세츠주 케임브리지: Harvard University Press의 Belknap Press, 2008, ISBN 978-0-674-02867-8.
- 골딘, 클로디아, 로렌스 F. 카츠. 더 오래 일하는 여성: 노년기 고용 증가. 시카고: 시카고 대학 출판부, 2018. ISBN 978-0-226-53250-9.
- 골딘, 클로디아. 커리어 그리고 가정: 평등을 향한 여성들의 기나긴 여정. 뉴저지주 프린스턴 프린스턴 대학 출판부, 2021. ISBN 978-0-691-20178-8.

## 최근 저작
- "교육과 기술 간의 경쟁 확장"(D. Autor 및 L. Katz 공저), American Economic Review, Papers and Proceedings 110(2020년 5월), pp. 347~51.
- "아동 사망률의 유역: 효과적인 상하수도 인프라의 역할, 1880~1920"(M. Alsan 공저), Journal of Political Economy 127(2, 2018), pp. 586-638.
- "여성 고용의 새로운 라이프사이클: 혹이 사라지고, 가운데가 처지고, 윗부분이 확장됨"(J. Mitchell 공저), Journal of Economic Perspectives 31(2017년 겨울), pp. 161-82.
- "대성별 수렴: 마지막 장", American Economic Review 104(2014년 4월), pp. 1091-119.
- “차별의 오염 이론: 직업과 수입의 남성과 여성의 차이.” L. Boustan, C. Frydman, R. Margo, 인적 자본과 역사: 미국 기록(시카고: 시카고 대학 출판부, 2014), pp. 313-48.
- "여성의 고용, 교육 및 가족을 변화시킨 '조용한 혁명'", American Economic Review, Papers and Proceedings, (Ely Lecture), 96(2006년 5월), pp. 1~21